# Novembre 2008 en sport
 (février 2023).
Si vous disposez d'ouvrages ou d'articles de référence ou si vous connaissez des sites web de qualité traitant du thème abordé ici, merci de compléter l'article en donnant les références utiles à sa vérifiabilité et en les liant à la section « Notes et références ».
Le mois de novembre 2008 en sport a donné lieu à plusieurs compétitions, dont en WRC et en Formule 1.

## Principaux rendez-vous
- 1-2 : WRC : rallye du Japon
- 2 : Formule 1 : Grand Prix du Brésil au Brésil
- 11-29 : Trans-africaine classic
- 16 : WTCC : grand prix de Macao
- 23 : FIA GT : San Luis